# Трой (Ню Йорк)
Вижте пояснителната страница за други значения на Трой.
Трой (на английски: Troy) е град в щата Ню Йорк, Съединени американски щати, административен център на окръг Ренсълийр.
Разположен е на източния бряг на река Хъдсън, на 10 km северно от Олбани. Населението му е 49 565 души по приблизителна оценка от 2017 г.
Днес в града се намира Политехнически Институт „Ранселар“, най-старият частен инженерен и технически университет в САЩ, основан 1824 г. Поради пресичането на няколко главни водни пътища и географско разположение благоприятстващо използването на водната сила има твърдения, че в началото на 20 век Трой е бил четвъртия по богатство град в страната. В резултат, центърът на Трой се отличава с богата викторианска архитектура и пищни частни домове в различни квартали. Няколко църкви разполагат с колекция витражи от Луис Комфорт Тифани. В Трой се намира известната Концертна Зала Трой, от 1870, за която се твърди, че има страхотна акустика и комбинация от реставрирани и добре запазени концертни зали.
Районът е обитаван дълги години от индианското племе Мохикани. Холандското заселване започва в средата на 17 век. Холандската колония е превзета от британците през 1664 г. Основан е през 1707 г. Наречен на легендарния град Троя. В Трой умира генерал Джон Уул (1784 – 1869).
През 1789 г. Трой приема сегашното си име след гласуване.

## Икономика
Трой е известен като „Град на Яките“, заради историята си на град произвеждащ ризи, яки, и други видове текстил. В един момент Трой е бил вторият по големина производител на желязо в страната, надминат само от град Питсбърг, Пенсилвания.
Трой, като много други индустриални градове, се сблъсква със западането на индустриите и миграцията на работните места към предградията. Въпреки това, присъствието на Политехнически институт "Ранселар" спомага за развитието на малък сектор за високи технологии, особено развитието на видео игри.